# کره جنوبی در المپیک تابستانی ۱۹۵۲
کره جنوبی در بازی‌های المپیک تابستانی ۱۹۵۲ که در شهر هلسینکی فنلاند برگزار شد، کاروان کره جنوبی با ۱۹ ورزشکار در این رقابت‌ها شرکت کرد و موفق به کسب ۲ مدال (۰ طلا، ۰ نقره، ۲ برنز) شد. در جدول رتبه‌بندی توزیع مدال‌ها، کره جنوبی در ردهٔ ۳۷ مسابقات قرار گرفت.